# Can Tresquarts
Can Tresquarts, també escrit com Can Tres Quarts, és un mas del municipi de Centelles. Està situat al pla de la Garga, a l'extrem més meridional del terme.
Es tracta d'un conjunt d'edificacions construïdes al voltant d'un pati tancat. L'edifici principal té planta rectangular d'unes dimensions de 5 per 15 metres. Consta de planta baixa i un pis amb una ampliació lateral així com una coberta de doble vessant i terrat de teula aràbiga. La resta d'edificacions són de planta baixa i d'ús agrícola i tenen un únic vessant orientat a l'exterior del recinte. Es creu que l'edifici principal data del segle xviii i es tractaria d'una antiga masoveria. Les reformes posteriors dels anys 60 i 70 del segle XX han distorsionat el caràcter primogeni del conjunt arquitectònic, tanmateix és considerat bé cultural d'interès local.